# Luka Ivanov
Luka Ivanov (Nin, 15. stoljeće), hrvatski graditelj
Luka Ivana Gaje, ninski svećenik i graditelj. Djelovao je prijelazu 14. – 15. stoljeće. Početkom 15. stoljeća uz zadarsku katedralu sv. Stošije gradio je kapelu sv. Barbare. Kapela je presvođena s dva traveja gotičkim križno rebrastim svodom.
Svod kapele sv. Barbare je uz svod nad apsidom dominikanske crkve najveći gotički svod u Zadru. Danas kapela služi kao sakristija.